# Айо, Генрих Якович
Ге́нрих Я́кович А́йо (эст. Heinrich Ajo; 17 июня 1906, Вастсе-Койола, Пылвский уезд, Вырумаа — 7 июня 1953 года) — государственный деятель Эстонской ССР.

## Биография
В 1913 году переехал с семьёй в Петроградскую губернию. С 1919 года — участник Гражданской войны на Северном Кавказе. В 1924—1927 годах учился в Ленинградском педагогическом институте на рабочем факультет. В 1927—1936 годах работал учителем в начальной школе, руководитем отдел, народным инспектором отдела, в качестве директора средней школы в Омской области.
В 1936—1942 годах был заведующим районо Калачинского района Омской области, в 1939—1941 годах учился в Омском педагогическом институте. В 1940 году вступил в ВКП(б). В 1942—1943 годах работал начальником политотдела МТС в Омской области, в 1943—1944 годах был уполномоченным Минзага СССР по Азовскому району.
С 1944 года — уполномоченный Минзага СССР уезда Вирумаа, был награждён орденом Отечественной войны I степени в 1945 году.
В 1944—1948 был председателем Вырумааского уездного исполкома, в 1948—1950 — в должности первого секретаря Вырумааского уездного комитета КП(б)Э.
В 1950—1952 — заместитель председателя Совета Министров Эстонской ССР. Депутат Верховного Совета Эстонской ССР 2-го и 3-го созывов. Делегат XIX съезда КПСС.
Первый секретарь Тартуского областного комитета КПСС (1952—1953). С 22 мая 1953 года до смерти — председатель Тартуского горисполкома.